# 李炳 (萬曆癸未進士)
李炳（1552年—1617年），字文之，號峘橋、又号峘嶠、員嶠，河南河南府盧氏縣人，民籍，明朝政治人物。

## 生平
萬曆四年（1576年）丙子科河南鄉試第三十六名舉人，十一年（1583年）癸未科三甲二百五十一名進士。都察院觀政，十二年授直隸當塗縣知縣，丁憂。十六年（1588年）復除山西洪洞縣知縣。二十年（1592年）行取，十月考選，授山西道監察御史，巡視東城，二十一年巡视漕河，二十二年（1594年）十月巡按雲南，二十六年巡按浙江，二十八年丁憂。復補福建道御史，巡视大工，三十三年（1605年）十二月添注順天府府丞。三十六年（1608年）九月升都察院右僉都御史、巡撫遼東。三十八年（1610年）六月因長定堡失守，撤職回籍。四十三年（1615年）六月起為南京大理寺卿，署刑部事。四十五年（1617年）卒於官，祀鄉賢。

## 家族
曾祖李懃；祖父李珤，貢士；父李柟。母鄭氏；繼母張氏。具庆下。兄李耿，字明之，号少庵。弟李琇。
子李作人，江南庐州府知府，遭李子成之乱，不敢归，因家焉。侄子李作乂，李耿子，萬曆丙辰進士。

## 紀念
盧氏縣城東街口曾有“三韓都憲坊”。

## 墓葬
李巡撫墓，在澗西龍山崗。